# Tim Webber
Tim Webber és un supervisor d'efectes visuals gal·lès i director creatiu de l'estudi d'efectes visuals Framestore. És conegut pel seu treball Harry Potter i el calze de foc (2005), El cavaller fosc (2008), Children of Men (2006), i Gravity (2013), pel qual va rebre un Oscar als millors efectes visuals als Premis Oscar de 2013.

## Biografia
Webber es va educar al St Catherine's College, Oxford, i es va graduar en Física el 1987.
El 1988, Webber es va unir a la companyia britànica d'efectes visuals Framestore, amb seu a prop d'Oxford Street a Londres. Va liderar l'empenta de l'empresa cap a la pel·lícula i la televisió digitals, desenvolupant la càmera virtual i els sistemes de plataforma de moviment de Framestore. Ha estat el supervisor d'efectes visuals en alguns dels projectes més desafiants tècnicament i artísticament, com ara El cavaller fosc (2008) de Christopher Nolan, Avatar (2009) de James Cameron i Lluita de titans (2010) de Louis Leterrier. Va ser el supervisor d'efectes visuals de Warner Brothers a l'èpica espacial d'Alfonso Cuarón, Gravity (2013), amb les tècniques implicades en la pel·lícula realitzada per Webber i l'equip de Framestore, que va trigar tres anys a completar. David Heyman, coproductor de Gravity, va contractar Webber per supervisar el treball d'efectes visuals de la pel·lícula.
Pel seu treball a Gravity, va guanyar tant el BAFTA als millors efectes visuals als 67ns Premis BAFTA, com un Oscar als millors efectes visuals als Premis Oscar de 2013.
L'any 2014, Webber va rebre la medalla de progrés de la Royal Photographic Society i la beca honorífica, que s'atorga en reconeixement de qualsevol invenció, investigació, publicació o altra contribució que hagi donat com a resultat un avenç important en el desenvolupament científic o tecnològic de la fotografia o la imatge en el sentit més ampli.
L'any 2023, Webber va estrenar el seu debut com a director i guionista, en forma de curtmetratge de ciència-ficció Flite. Protagonitzada per Alba Baptista, FLITE està ambientada en un Londres semisubmergit del 2053 i va portar algunes de les tècniques explorades per primera vegada a la pel·lícula Gravity fins a l'actualitat. Utilitzant tècniques de producció virtual d'última generació, FLITE també va provar FUSE - Framestore Unreal Shot Engine - que posa Epic Games Unreal Engine, i tots els avantatges del temps real, al cor d'una canonada d'efectes visuals.. FLITE ha guanyat diversos premis, com ara el millor gènere a l'HollyShorts Film Festival 2023, la millor animació al The Soho London Independent Film Festival 2024 i la millor postproducció i millor banda sonora a l'Ignite Film Festival 2023. FLITE es pot veure a YouTube.

## Filmografia seleccionada
- Harry Potter i el calze de foc (2005)
- El cavaller fosc (2008)
- Avatar (2009)
- Children of Men (2006)
- Gravity (2013)